# Fuchsia (färg)
Fuchsia är en intensivt rosa-lila färg som har fått sitt namn efter plantan fuchsia.
Fuchsia är också namnet på en av de 16 VGA-färgerna och originalfärgerna i HTML 4.01. I webfärgkartan X11 har exakt samma färg i stället fått namnet magenta. Dess koordinater visas i boxen härintill. 